# Джиа (фильм)
«Джиа» (англ. Gia) — биографическая телевизионная драма, повествующая о жизни и смерти манекенщицы Джии Мари Каранджи.

## Сюжет
Фильм основан на биографии знаменитой в 1970-е годы фотомодели Джии Мари Каранджи, на её личном дневнике, рассказах её близких, друзей и коллег, начиная с того, как она в 17 лет работала у своего отца в закусочной, и заканчивая её смертью от СПИДа в возрасте 26 лет (в 1986 году). Джиа стала одной из первых женщин, причиной смерти которой был открыто назван вирус иммунодефицита.

## В ролях
- Анджелина Джоли — Джиа Мария Каранджи
- Фэй Данауэй — Вильгельмина Купер
- Элизабет Митчелл — Линда
- Эрик Майкл Коул — Ти Джей
- Кайли Трэвис — Стефани
- Мерседес Рул — Кэтлин Каранджи
- Мила Кунис — 11-летняя Джиа
- Луис Гьямбалво — Джозеф Каранджи
- Джон Консидайн — Брюс Купер
- Скотт Коэн — Майк Мэнсфилд
- Эдмунд Жене — Франческо Скавулло
- Адина Портер — девушка на групповой терапии
- Кайли Трэвис — Стефани
- Александр Энберг — Крис фон Вангенхайм
- Эрик Майкл Коул — Т. Дж.
- Джеймс Хейвен — молодой человек на улице Сансом
- Рик Баталла — Филипп
- Брайан Донован — наркоман в Тире
- Триша О'Нил — редактор Vogue
- Сэм Панкейк — стилист Франческо № 1
- Майкл Э. Роджерс — фотограф
- Ник Спано — Майкл
- Джейсон Стюарт — Букер # 2

## Критика
Фильм был, в целом, хорошо воспринят критиками.
На сайте Rotten Tomatoes картина имеет рейтинг 93 %, на основании 15 рецензий критиков, со средней оценкой 7 из 10.
Газета Kalamazoo Gazette прокомментировала фильм так: «Джоли демонстрирует всё это, в полностью свободном и очень эффективном портрете женщины, живущей от острых ощущений до острых ощущений».
Кристофер Налл из Filmcritic.com дал фильму 3 из 5 звезд.

## Факты
- Анджелина Джоли очень долго отклоняла роль Джии, ссылаясь на то, что, по её словам, жизнь модели была слишком похожа на её собственную.
- На видео выпущена альтернативная версия картины, где остались откровенные сцены между Джией и её любовницей Линдой.

## Награды
Фильм получил два «Золотых глобуса», а также 7 других наград и 12 номинаций различных кинофестивалей.